# SEA-ME-WE 5
亚欧5号国际海底光缆（全称：South East Asia–Middle East–Western Europe 5，简称：SEA-ME-WE 5），又稱法新歐亞五號海纜，是一条海底通信光缆系统，线路从新加坡通至法国。该电缆长约20,000公里，将在东南亚、印度次大陸、中东和欧洲之间提供设计容量为24Tbps/s的宽带通信能力。电缆通过19个登陆点，连通新加坡、马来西亚、印度尼西亚、泰国、缅甸、孟加拉国、印度、斯里蘭卡、巴基斯坦、阿拉伯联合酋长国、阿曼、卡塔尔、吉布提、也门、沙特阿拉伯、埃及、意大利、土耳其及法国。其中法国至斯里兰卡的部分由阿爾卡特朗訊承建，斯里兰卡至新加坡的部分由日本電氣（NEC）承建。建设工程于2014年6月6日开始，预计于2016年11月完成。
2017年1月9日，中国联通宣布，亚欧5号（SMW5）海缆与亚太直达（APG）海缆已于近期开通并投入使用。

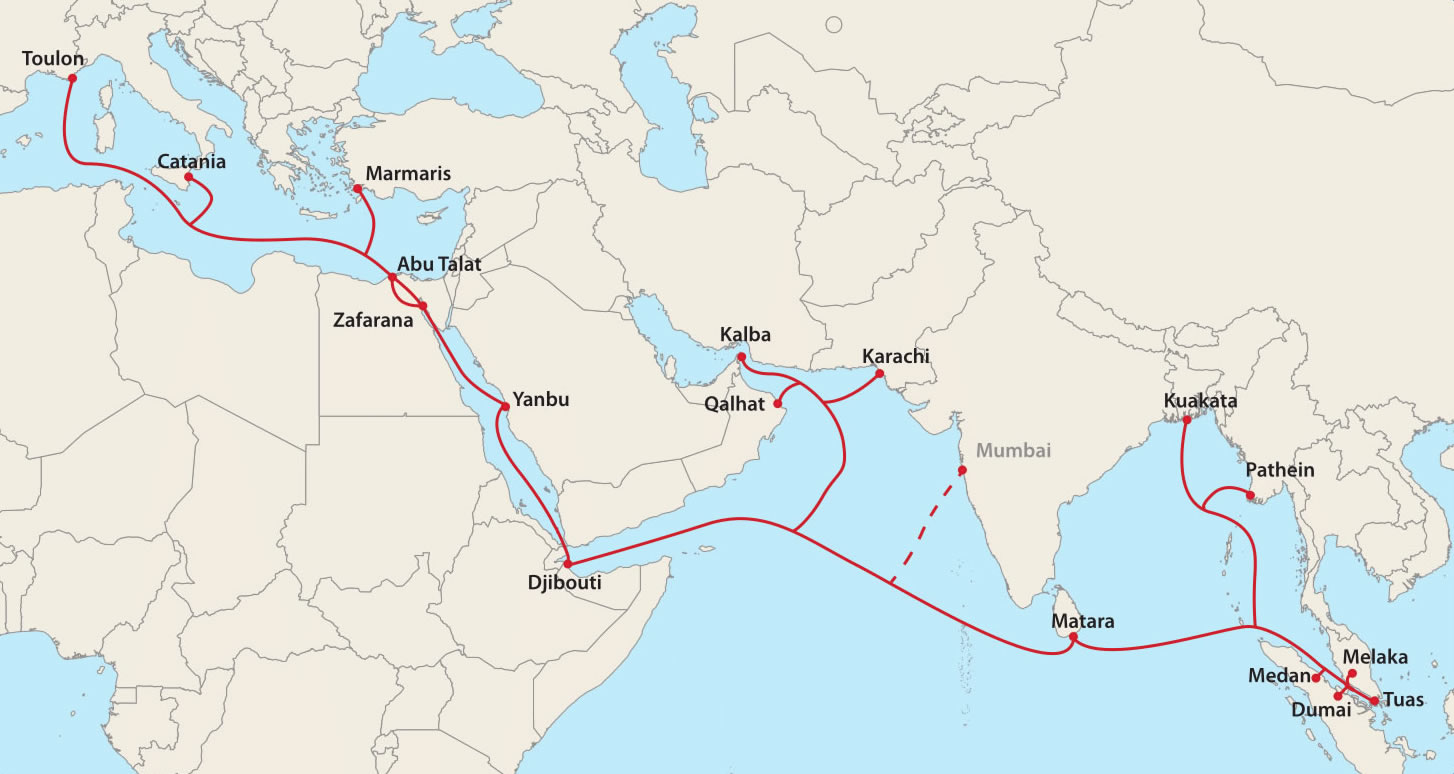
光缆分布图